# Фей Мюллер
Фей Мюллер (англ. Fay Muller; нар. 4 листопада 1933) — колишня австралійська тенісистка.
Перемагала на турнірах Великого шолома в змішаному парному розряді.

## Фінали турнірів Великого шлему

### Парний розряд (2 поразки)
| Результат | Рік  | Турнір               | Покриття | Партнерка        | Суперниці                    | Рахунок  |
| --------- | ---- | -------------------- | -------- | ---------------- | ---------------------------- | -------- |
| Поразка   | 1956 | Вімблдонський турнір | Трава    | Дафні Сіні       | Анджела Бакстон Алтея Гібсон | 1–6, 6–8 |
| Поразка   | 1957 | Чемпіонат Австралії  | Gras     | Мері Бевіс Готон | Ширлі Фрай Алтея Гібсон      | 2–6, 1–6 |

### Мікст (1 перемога)
| Результат | Рік  | Турнір              | Покриття | Партнер      | Суперник і суперниця    | Рахунок       |
| --------- | ---- | ------------------- | -------- | ------------ | ----------------------- | ------------- |
| Перемога  | 1957 | Чемпіонат Австралії | Трава    | Мал Андерсон | Джилл Ленґлі Біллі Найт | 7–5, 3–6, 6–1 |